# Ileanta celebensis
Ileanta celebensis är en stekelart som beskrevs av Heinrich 1934. Ileanta celebensis ingår i släktet Ileanta och familjen brokparasitsteklar. Inga underarter finns listade i Catalogue of Life.